# Maria-Hemelvaartkerk (Vilsbiburg)
De Maria-Hemelvaartkerk (Maria Himmelfahrtkirche) is de laatgotische stadsparochiekerk van de Beierse stad Vilsbiburg. Het godshuis werd in de 15e eeuw gebouwd.
De imposante pseudobasiliek werd vanaf het jaar 1404 gebouwd en in 1437 gewijd. Rond 1500 was het godshuis voltooid.
Het gebouw bestaat uit drie beuken en een eenschepig koor. De westelijke toren is 75 meter hoog. In de barokke periode werd de toren verhoogd en de spits door een uitvormige koepel vervangen.

## Interieur
Het interieur valt op door de oranje gekleurde gewelven. Het barokke interieur van de kerk werd in de jaren 1855-1866 vervangen door een neogotisch interieur. In 1948 werd deze inrichting grotendeels weer verwijderd. Aan de muur van het zijschip bevindt zich een kruisigingsgroep met de beelden van Johannes en Maria.

## Klokken
De klokken van de kerk werden bijna allemaal na de oorlog gegoten.
| Naam      | Toon  | Gewicht | Gietjaar/Gieter                  |
| --------- | ----- | ------- | -------------------------------- |
| Maria     | g0+6  | 5200kg  | 1949/Klokkengieterij Johann Hahn |
| Sebastian | b0+2' | 2915kg  | 1949/Klokkengieterij Johann Hahn |
| Josef     | c1+2  | 2050kg  | 1949/Klokkengieterij Johann Hahn |
| Anna      | d1+6  | 1025kg  | 1949/Klokkengieterij Johann Hahn |
| Alosius   | f1+4  | 700kg   | 1949/Klokkengieterij Johann Hahn |
| Markus    | g1+2  | 500kg   | 1949/Klokkengieterij Johann Hahn |
| Isidor    | b1-4  | 311kg   | 1926/Klokkengieterij Johann Hahn |
| Barbara   | c2+2  | 225kg   | 1949/Klokkengieterij Johann Hahn |